# Victrix umovii
Victrix umovii là một loài bướm đêm thuộc họ Noctuidae. Loài này có ở Fennoscandia về phía nam tới Ba Lan, Ukraina và Moldova và về phía đông tới Nga.
Sải cánh khoảng 29–31 mm.
Ấu trùng ăn các loài Alectoria sarmentosa.